# 潭龙街道
潭龙街道是中华人民共和国河南省新乡市延津县下辖的一个街道办事处。

## 行政区划
潭龙街道下辖以下村级行政区划单位：
大潭村、固头村、李大吴村、闫大吴村、周大吴村、甜水井村、寨子村、小吴村、里七村西队村、里七村东队村、冯庄村、周庄村、王庄村、李庄村、十里铺村、郭庄村、尹庄村、小油房村和东吐村。